# Baptiste Gentili
Baptiste Gentili (Ajaccio, 17 settembre 1957) è un allenatore di calcio ed ex calciatore francese, di ruolo centrocampista.

## Palmarès

### Allenatore

#### Competizioni nazionali
- Championnat National: 1

Ajaccio: 1997-1998